# 犢鼻穴
犢鼻穴是属于足陽明胃經的腧穴。

## 定位
屈膝，在髕骨與髕韌帶外側凹陷處。

## 解剖
針刺層次：皮膚-皮下組織-膝關節囊-翼狀皺襞。
淺層有腓腸外側皮神經和股前皮神經，深層有脛神經、腓總神經的膝關節支以及膝關節動脈網分佈。

## 主治
膝關節疼痛、屈伸不利、腳氣等。

## 操作
向後內斜刺0.8～1.5寸；可灸。